# Akademia Muzyczna św. Cecylii w Rzymie

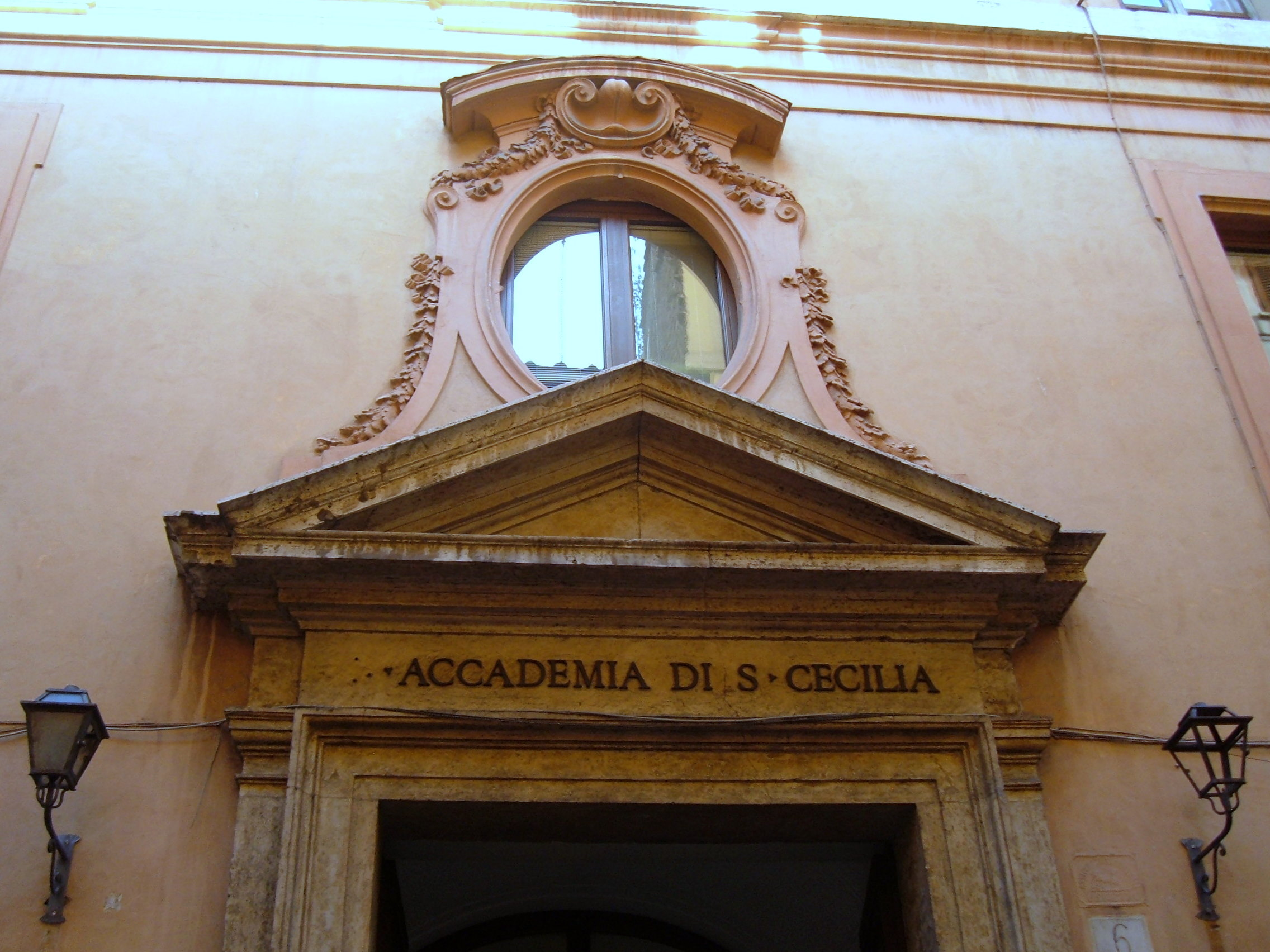

Akademia Muzyczna św. Cecylii, wł. Accademia Nazionale di Santa Cecilia – włoska uczelnia artystyczna z siedzibą w rzymskim Parco della Musica.
Jedno z najstarszych na świecie, działających w sposób ciągły konserwatoriów muzycznych powstało w 1585 na mocy bulli papieża Sykstusa V, początkowo jako kongregacja zrzeszająca muzyków i kompozytorów i prowadząca własny chór. Przez pierwsze 37 lat istnienia siedzibą kongregacji był kościół Najświętszej Marii Panny od Męczenników.
Największą sławę uczelnia zyskała z początkiem XVIII w., kiedy to współpracowali z nią wybitni kompozytorzy: Arcangelo Corelli, Alessandro Scarlatti, Domenico Scarlatti i Niccolò Jommelli. W 1716 papież Innocenty XI zawarł w jednym ze swoich dekretów postulat, aby wszyscy muzycy kształcący się w Rzymie stali się członkami kongregacji. W czasie wojen napoleońskich zawiesiła ona działalność, aby wznowić ją ponownie w 1822. Oficjalnie status Akademii kongregacja otrzymała w 1939, stając się wkrótce Akademią Papieską. Na liście członków Akademii znalazły się takie nazwiska jak: Gaetano Donizetti, Gioacchino Rossini, Niccolò Paganini, Ferenc Liszt czy Hector Berlioz. Honorowym członkiem Akademii była królowa brytyjska Wiktoria.
W 1895, już po przyłączeniu Rzymu do państwa włoskiego Akademia uzyskała stałą orkiestrę symfoniczną wraz z chórem. Obecnie Akademia kształci muzyków, wokalistów a także autorów. W bogatym archiwum znajduje się zdigitalizowany zbiór dokumentów muzycznych, przy Akademii działa także muzeum instrumentów muzycznych (MUSA). Na czele władz uczelni stoi prezydent-superintendent (Presidente Sovrintendente). Od 2015 funkcję tę pełni Michele dall’Ongaro